# Jean-Pierre Bemba
Pour les articles homonymes, voir Bemba.
Jean-Pierre Bemba Gombo, né le 4 novembre 1962 à Bokada dans la province du Nord-Ubangi, est un homme d'État de la république démocratique du Congo.
Fondateur du Mouvement de libération du Congo (MLC), un groupe politico-militaire, et vice-président de la République chargé de l'Économie durant la période de transition, il a été incarcéré par la Cour pénale internationale pendant près de dix ans pour crimes de guerre et crimes contre l'humanité avant d'être acquitté en 2018 mais il a été condamné pour subornation de témoins ce qui l'a empêché d'être candidat à l'élection présidentielle en 2018.
Il est vice-Premier ministre depuis le 23 mars 2023, ministre de la Défense nationale du 23 mars 2023 au 28 mai 2024, et ministre du Transport depuis le 28 mai 2024.

## Biographie

### Jeunesse
Jean-Pierre Bemba est né le 4 novembre 1962 à Bokada dans la province du Nord-Ubangi (alors province de l'Ubangi).
Son père, l'homme d'affaires Jeannot Bemba Saolona, a été le président de l'Association nationale des entreprises du Zaïre (ANEZA), actuellement la Fédération des entreprises du Congo (FEC), qui constitue à la fois la chambre de commerce et d'industrie et la principale organisation patronale du pays. Il devient, avec l'aide de Mobutu, l'un des hommes les plus riches du Zaïre et contrôle un énorme conglomérat : la Société commerciale et industrielle Bemba (Scibe).
Il a fait ses études secondaires au collège Boboto à Kinshasa, et ses études supérieures à Bruxelles en Belgique, où il est licencié en sciences commerciales et consulaires de l'ICHEC au côté d'Olivier Kamitatu. Il a travaillé dans leurs entreprises familiales.
Jean-Pierre Bemba est membre de l'entourage de l'ancien président Mobutu Sese Seko dont il est parent par alliance (sa sœur est l'épouse de Nzanga Mobutu, l'un des fils de l'ancien président). Au début des années 1990, il travaille comme assistant personnel de Mobutu.

### Début de carrière politique
En 1997, il s'exile lors de la prise du pouvoir par l'Alliance des forces démocratiques pour la libération du Congo (AFDL) menée par Laurent-Désiré Kabila et soutenue par le Rwanda. Bemba fait des affaires en Europe mais en 1998, le Rwanda et Kabila brisent leur alliance et le Rwanda et l'Ouganda envoient des troupes en RDC contre Kabila. Peu après, Bemba crée le Mouvement de libération du Congo (MLC) et son bras armé, l'Armée de libération du Congo (ALC) avec l'aide du président ougandais Yoweri Museveni qui lui envoie des troupes ougandaises en soutien et de l'armemement. Surnommé le Chairman, il installe son quartier général à Gbadolite, dans la province de l'Équateur, ancien fief de Mobutu Sese Seko. Pour augmenter sa fortune et financer sa milice, il vide les reserves des banques de la province et prend le contrôle de toute la production de matières premières,. Il est aussi accusé d'avoir reçu beaucoup d'argent du dirigeant libyen Mouammar Kadhafi.
En 2002, le président de la République centrafricaine, Ange-Félix Patassé, fait appel à Bemba, dans le but de l'aider à soutenir son régime contre un coup d'État. Lors de cette intervention, ses soldats, placés sous l'autorité de Patassé, se sont livrés à de nombreuses et graves exactions à Bangui : vols, viols, pillages,,.
Ses miliciens sont également accusés en 2003 d'avoir violé, cuisiné et mangé des Pygmées de la région de Mambasa en Ituri,,.
En 2003, une cour belge le condamne par contumace à un an de prison ferme pour « traite d'êtres humains »,.
En 2002, Bemba fait partie des signataires de l'accord de Sun City. Dans ce cadre, il est nommé vice-président du gouvernement de transition dans le cadre du processus de paix le 30 juin 2003.
Candidat à la présidentielle d'octobre 2006, il arrive au premier tour à la deuxième place derrière Joseph Kabila avec plus de 20 % des suffrages exprimés. Il a réalisé de bons scores dans sa région d'origine l'Équateur, mais aussi à Kinshasa, principalement dans les quartiers populaires et dans le Bas-Congo. Il se présente comme « le fils du pays » par rapport à son opposant Joseph Kabila traité de mupaya (étranger en lingala), d’enfant illégitime.
Le 21 août 2006, alors que Jean-Pierre Bemba est en compagnie d'ambassadeurs des pays membres du Comité international d'accompagnement de la transition (États-Unis, Royaume-Uni, France et Belgique), ainsi que du chef de la Mission de l'Organisation des Nations unies en république démocratique du Congo et du diplomate américain William Lacy Swing, sa résidence est bombardée par la Garde présidentielle. Deux enquêtes seront ouvertes par les deux parties en présence (les forces de Joseph Kabila et de Jean-Pierre Bemba) pour déterminer l'origine du bombardement. Deux hypothèses s'affrontent : un coup monté par les miliciens de Bemba qui auraient kidnappé deux policiers afin de provoquer un accrochage en présence des Occidentaux ; ou une attaque délibérée et un dérapage des militaires de Kabila, voire une tentative d'assassinat.
Au deuxième tour, il arrive en tête à Kinshasa, dans l'Équateur, dans le Bas-Congo, dans le Bandundu et dans les deux Kasaï. Cependant, au niveau national, il n'obtient que 42 % des suffrages exprimés. Il introduit plusieurs recours auprès de la Cour suprême mais il n'obtient pas gain de cause.
Jean-Pierre Bemba est élu sénateur lors des élections sénatoriales du 19 janvier 2007.

### Violences de mars 2007 et départ en exil
Après sa défaite face à Joseph Kabila lors de l'élection présidentielle d'octobre 2006, Jean-Pierre Bemba s'était engagé à mener une « opposition républicaine », c'est-à-dire uniquement sur le plan politique.
Son refus de fondre sa garde personnelle au sein de l'armée gouvernementale, au début 2007, l'a toutefois conduit à un affrontement direct avec le pouvoir.
Les gardes de Bemba refusent d'obéir à un ultimatum du pouvoir fixant leur incorporation à l'armée régulière avant le 15 mars, craignant pour la sécurité de Jean-Pierre Bemba. Bemba appelle ensuite au cessez-le-feu et trouve refuge à l'ambassade d'Afrique du Sud. Avec la poursuite des combats le 23 mars, un mandat d'arrêt a été lancé contre Jean-Pierre Bemba désormais accusé de haute trahison. Ces affrontements ont fait plus de 200 morts à Kinshasa.
Une altercation avec la garde rapprochée de Bemba a conduit le 22 mars 2007 à des combats aux environs de la résidence de Bemba (promenade de la Raquette à Gombe) et de ses bureaux (milieu du boulevard du 30 juin).
Jean-Pierre Bemba a quitté la république démocratique du Congo le 11 avril 2007 pour se rendre au Portugal, officiellement pour y soigner une vieille blessure à la jambe.

### Inculpation, jugement et acquittement par la Cour pénale internationale
II est arrêté à Bruxelles le 24 mai 2008 à la suite d'un mandat d'arrêt établi la veille par la Cour pénale internationale basée aux Pays-Bas pour crimes de guerre (assassinats, viols et pillages) et crimes contre l’humanité (assassinats et viols) commis lors des incursions de ses troupes en République centrafricaine pendant la période allant du 25 octobre 2002 au 15 mars 2003. Il est ensuite transféré à La Haye le 3 juillet 2008.
Le 4 juillet 2008, Bemba comparaît pour la première fois devant les juges de la chambre préliminaire présidée par la juge présidente malienne Fatoumata Dembélé Diarra. Les avocats de Bemba n'ont pas demandé la mise en liberté provisoire de leur client, attendant d'être en possession de toutes les pièces transmises par le procureur avant de se prononcer. L'audience de confirmation de charges initialement prévue pour le 4 novembre 2008, a été reportée à la demande du procureur Luis Moreno Ocampo au 8 décembre 2008, pour être une nouvelle fois reportée à la demande de la CPI, pour empêchement lié à des motifs familiaux de l'un des juges.
Une audience pour confirmation des charges s'est tenue du 12 au 15 janvier 2009. Le 15 juin 2009, les juges confirment que la preuve est suffisante pour accuser Bemba de deux chefs d'accusation pour crimes contre l'humanité et de trois chefs d'accusation pour crimes de guerre.
Le procès de Bemba a débuté à La Haye le 22 novembre 2010 et s'est terminé le 13 novembre 2014. En attente de sa sentence, il est aussi accusé et jugé dans un deuxième procès pour subornation de témoin dans le cadre de son procès pour crimes de guerre et crimes contre l'humanité. Le 21 mars 2016, après avoir siégé 330 jours et auditionné 77 témoins, la CPI le déclare coupable de crimes de guerre (meurtre, viol et pillage) et crimes contre l'humanité (meurtres et viols). D'après la CPI, il « savait que les forces placées sous son autorité et son contrôle effectifs commettaient ou allaient commettre les crimes visés par les charges ». La Cour pénale internationale condamne le 21 juin 2016 l'ancien vice-président congolais Jean-Pierre Bemba à 18 années de prison pour crimes de guerre et crimes contre l'humanité,. Il devient la personnalité la plus haut placée à être condamnée par la CPI jusqu'à présent.
Le 28 septembre 2016, Jean-Pierre Bemba saisit la chambre d'appel de la CPI d’un recours contre sa condamnation à 18 ans d’emprisonnement, citant de nombreuses erreurs de procédure et de droit dans le jugement, et alléguant des violations au droit à un procès équitable,.
Le 19 octobre 2016, Bemba est jugé coupable, avec deux de ses avocats et deux autres personnes, pour subornation de témoin. Ils ont influencé ou acheté 14 témoins lors du procès pour crimes de guerre et crimes contre l'humanité. Le 22 mars 2017, Bemba est condamné à un an de prison ferme et 30 000 euros d'amende. Le 4 mai 2017, il dépose un recours contre cette condamnation mais sa culpabilité est confirmée en appel en mars 2018. La chambre d'appel considère cependant que les sanctions sont trop faibles et demande à la CPI de les revoir,.
Le 8 juin 2018, il est acquitté après que sa condamnation en première instance à 18 ans de prison pour « crimes de guerre » et « crimes contre l'humanité » en Centrafrique soit annulée en appel devant la Cour pénale internationale. La décision est prise à la majorité : trois des cinq juges de la cour d'appel (Christine Van den Wyngaert, Howard Morrison (en) et Chile Eboe-Osuji) considèrent que Bemba n'avait pas les moyens de prendre des mesures pour limiter les exactions de ses troupes et que certaines exactions ne sont pas du ressort de ce procès, alors que les deux autres juges (Sanji Mmasenono Monageng et Piotr Hofmański) considèrent que la culpabilité et la peine de Bemba sont justifiées,,,.
En septembre 2018, sa condamnation pour subornation de témoin est confirmée en appel, ce qui le conduit à faire de nouveau appel. Le 27 novembre 2019, la Chambre d'appel de la Cour pénale internationale confirme la peine d'un an de prison et les 300 000 euros d'amende.
En mai 2020, la CPI rejette la demande d'indemnisation, à hauteur de 68 millions d'euros, déposée par Jean-Pierre Bemba en conséquence de son emprisonnement pendant son procès.

### Tentative de participation à la présidentielle de 2018
Le 13 juillet 2018, son parti annonce sa candidature à l'élection présidentielle de 2018 en république démocratique du Congo. Bemba précise toutefois qu'il pourrait soutenir une candidature commune de l'opposition.
Bemba est de retour en RDC le 1er août 2018 mais ne peut se rendre dans sa résidence de La Gombe car elle est considérée par les autorités comme trop proche du palais présidentiel.
Le 24 août, la Commission électorale nationale indépendante (CENI) invalide sa candidature pour avoir été condamné par la CPI (Cour pénale internationale) pour subornation de témoins. Cette décision est confirmée le 4 septembre.
Il est un membre fondateur et membre du présidium de la Coalition Lamuka, plate-forme qui a soutenu la candidature de Martin Fayulu à l'élection présidentielle de 2018,.

### Rapprochement avec Tshisekedi et ministre
Félix Tshisekedi remporte l'élection présidentielle et Bemba se rapproche de lui. Il devient un interlocuteur régulier du président.
Le 23 mars 2023, il est nommé vice-Premier ministre et ministre de la Défense nationale dans le gouvernement Lukonde II. Fin septembre, Bemba et le MLC annoncent leur soutien à la candidature de Tshisekedi pour l'élection présidentielle de décembre 2023.
En mai 2024, un nouveau gouvernement est formé. Bemba conserve son titre de vice-Premier ministre dans le gouvernement Suminwa mais perd le ministère de la Défense, attribué à Guy Kabombo Mwadiamvita, un proche du président Tshisekedi, pour celui du Transport. La perte du ministère est analysée comme une conséquence des relations « pas toujours faciles » avec divers dirigeants des FARDC et des tensions avec des proches du président Tshisekedi.
En décembre 2024, alors que l'UDPS et le président Tshisekedi poussent depuis plusieurs mois pour une révision profonde de la constitution de 2006, Bemba exprime publiquement son opposition.

## Vie privée
Il est marié à Liliane Teixeira avec qui il a eu cinq enfants.
Il mesure 1,90 m.

## Ouvrage
- Le choix de la liberté aux éditions Venus, Gbadolite.